# گاه‌شمار زنان در دانمارک
این جدول زمانی مربوط به زنان در دانمارک است که به رویدادهای مهم در تاریخ زنان دانمارک اشاره می‌کند.

## گاه‌شمار

### قرن ۱۴
- ۱۰ اوت ۱۳۸۷ - مارگارت اول دانمارکی اولین زنی شد که به عنوان پادشاه بر دانمارک حکومت کرد: اولین زنی که بر دانمارک حکومت کرد مارگارت سامبیریا به عنوان نایب السلطنه در سال ۱۲۵۹ بود.

### قرن ۱۷
- ۲۷ دسامبر ۱۶۷۵ - «آبل کاترینز استیفتلس» که یک مؤسسه تأمین مسکن برای زنان فقیر بود توسط آبل کاترین فون در شهر ویش تأسیس شد.

### قرن ۱۹
- ۲۴ فوریه ۱۸۷۱ - انجمن زنان دانمارک (Dansk Kvindesamfund) توسط ماتیلد باجر و همسرش فردریک باجر که برنده جایزه صلح نوبل بود، تأسیس شد، این انجمن علاوه بر حقوق زنان و دختران دانمارکی از حقوق دگرباشان جنسی نیز حمایت می‌کند.
- ۱ اکتبر ۱۸۷۲ - مؤسسه "Kvindelig Læseforening" که شامل یک کتابخانه مخصوص زنان بود، به ابتکار سوفی پترسن در کپنهاگ تأسیس شد.[۱]

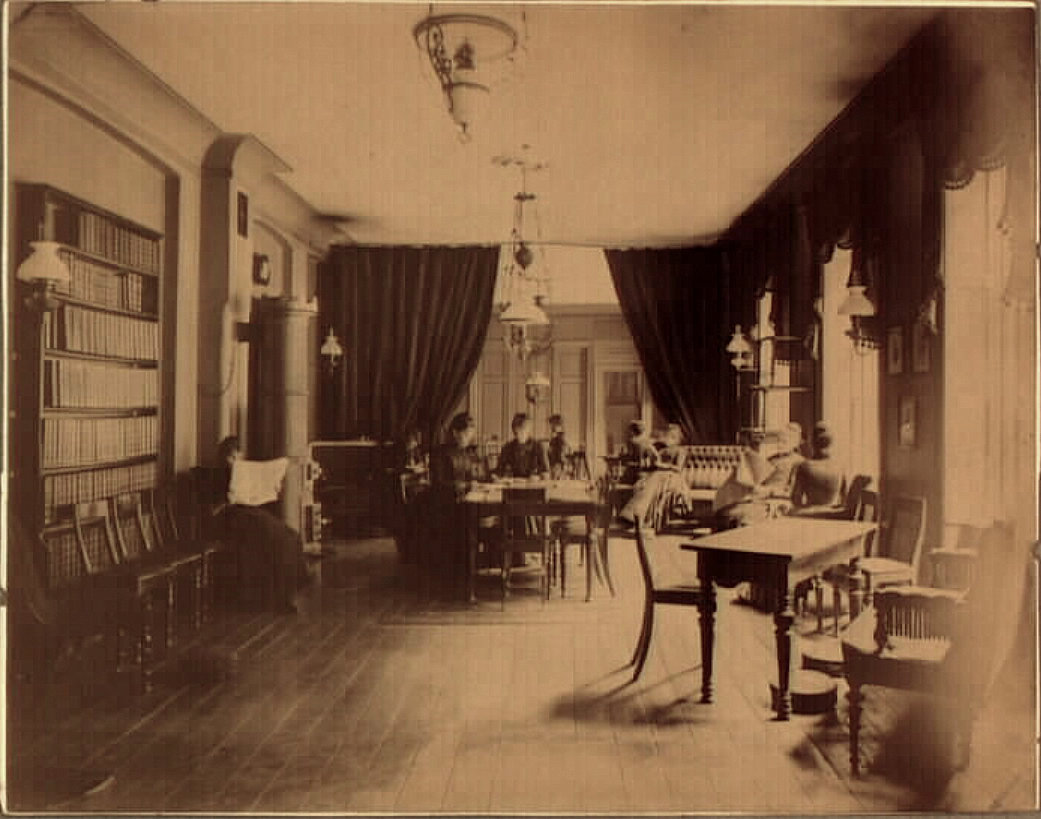
محل انجمن زنان کتابخوان که توسط عکاس سلطنتی مری استین عکاسی شده است.

- ۱۸۷۵ - درهای دانشگاه کپنهاگ به روی دانشجویان زن برای تحصیل در مراتب عالی علمی باز شد.
- ۱۸۸۵ - نیلسین نیلسن اولین زن با مدرک پزشکی در دانمارک فارغ‌التحصیل شد. او که عضو مؤسسه حمایت از جامعه زنان دانمارک بود توانست در سال ۱۸۸۹ مطب خود را باز کند که اولین مطب یک پزشک عمومی زن محسوب می‌شد.[۲]
- ۱۹۸۸ - اولین زنان به عنوان دانشجو در آکادمی سلطنتی هنرهای زیبای دانمارک پذیرفته شدند.
- ۱۸۹۰ - شورای زنان دانمارک به عنوان بازوی دانمارکی شورای بین‌المللی زنان برای حمایت از تمام مؤسسه‌های حمایت کننده از زنان در دانمارک تأسیس شد.
- ۱۸۹۵ - نمایشگاه زنان نوردیک که یک نمایشگاه هنری فرهنگی تحت عنوان زنان از گذشته تا حال برای تمام زنان شمال اروپا در کپنهاگ برگزار شد.

### قرن ۲۰

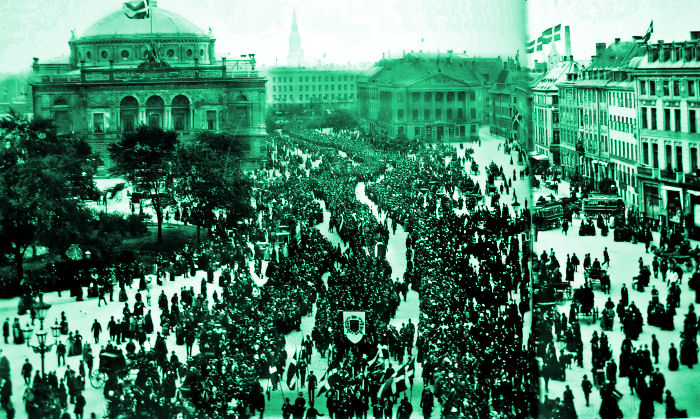
راهپیمایی زنان دانمارکی ۱۹۱۵

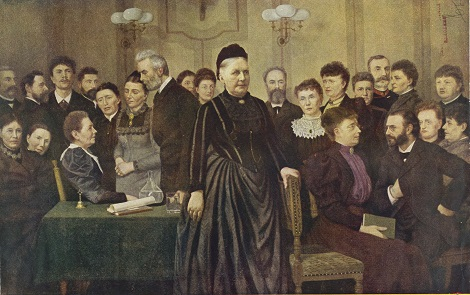
در این پرتره گروه لوپلائو در نقاشی گروهی دختران ماری لوپلاو در روزهای اولیه مبارزه برای حق رای زنان در سال ۱۸۹۷ دیده می‌شود.

- ۱۵ مه - انجمن زنان خانه‌دار دانمارکی برای حمایت از زنان خانه‌دار دانمارک تأسیس شد.
- ۱۹۱۸ - چهار زن دانمارکی به عنوان نماینده در مجلس قانون‌گذاری ملی انتخاب شدند که این چهار زن، کارن آنکرستد، ماتیلد مالینگ هاوشولتز، هلگا لارسن و النا مونک بودند.
- ۱۹۲۴ - نینا بانگ اولین وزیر زن در یک دولت شناخته شده بین‌المللی می‌شود، او به عنوان وزیر آموزش و پرورش منصوب شده بود.
- ۱۹۶۴ - مؤسسه حامی زنان "KVINFO" که یک مؤسسه تحقیقاتی و اطلاع‌رسانی درمورد زنان بود، تأسیس شد.
- ۱۹۷۰ - جنبش جوراب ساق بلند قرمز (دانمارکی: Rødstrømpebevægelsen) در دانمارک در سال ۱۹۷۰ شروع شد و تا اواسط دهه ۱۹۸۰ نیز ادامه داشت. این جنبش با الهام از جنبش "Redstockings" که در سال ۱۹۶۹ در شهر نیویورک شروع شده بود، فمینیست‌های چپ‌گرا را گرد هم می‌آورد که برای احقاق حقوق برابر زنان با مردان از نظر دستمزد برابر مبارزه می‌کردند.[۳][۴]

### قرن ۲۱
- ۳ اکتبر ۲۰۱۱ - هل تورنینگ اشمیت از حزب سوسیال دموکرات دانمارک، اولین زن نخست‌وزیر دانمارک شد و تا ۲۸ ژوئن سال ۲۰۱۵ این سمت را در اختیار داشت.
- ۳۰ سپتامبر ۲۰۱۶ - لون ترهولت از نیروی هوایی سلطنتی دانمارک اولین ژنرال زن دانمارک شد. ترهولت همچنین در سال ۲۰۰۰ اولین زنی بود که به درجه سرهنگ دومی و در سال ۲۰۰۸ اولین زنی بود که به درجه سرهنگی می‌رسید.[۵]
- ۱۱ سپتامبر ۲۰۱۷ - جت آلبینوس اولین زن در ارتش سلطنتی دانمارک است که به درجه ژنرالی دست یافت.[۶]